# Internationalen (sång)
Internationalen (franska: L'Internationale) är en av arbetarrörelsens främsta sånger och sjungs av många politiska grupperingar som står till vänster, från socialdemokrater till kommunister och anarkister.
Internationalen (ryska: Интернационал) var Sovjetunionens nationalsång fram till 1944 då den ersattes i den funktionen av Hymn till Sovjetunionen.

## Tillkomst
Det franska originalet (L'Internationale) skrevs av Eugène Pottier, som var medlem av Pariskommunen, i juni 1871 i samband med dess fall. Den publicerades postumt i Pottiers Revolutionssånger 1887. Sångens titel är en hyllning till den Första internationalen, som bildades i London 1864 och upplöstes 1876. Texten återger centrala marxistiska tankegångar från första internationalens berömda upprop Inauguraladressen och från det kommunistiska manifestet.  Ursprungligen hade Pottier tänkt sig att texten skulle sjungas till samma melodi som Marseljäsen. Den tonsattes 1888 av formsnickaren och arbetarkompositören Pierre Degeyter (1849–1932). 
Från 1904 blev Internationalen den internationella arbetarrörelsens kampsång framför andra. Den har i perioder varit förbjuden i flera europeiska länder, och har översatts till ett stort antal språk. Internationalen användes i Sovjetunionen som hymn istället för nationalsång fram till 1944 då den ersattes med Hymn till Sovjetunionen. Sången användes också i flera andra länder med kommunistiskt eller socialistiskt styrelseskick parallellt med nationalhymnen.

### Den svenska översättningen
|  | Wikisource har originalverk relaterade till Henrik Menanders svenska översättning. |

Journalisten Henrik Menander översatte 1902 Internationalen till svenska. Han uteslöt dock originalets femte vers, som direkt uppmanar till väpnad kamp, eftersom Hjalmar Branting ansåg den vara olämplig. Det finns flera alternativa översättningar, exempelvis av Sven Backlund och John Berg, men Menanders översättning har bibehållit sin popularitet inom den svenska arbetarrörelsen.

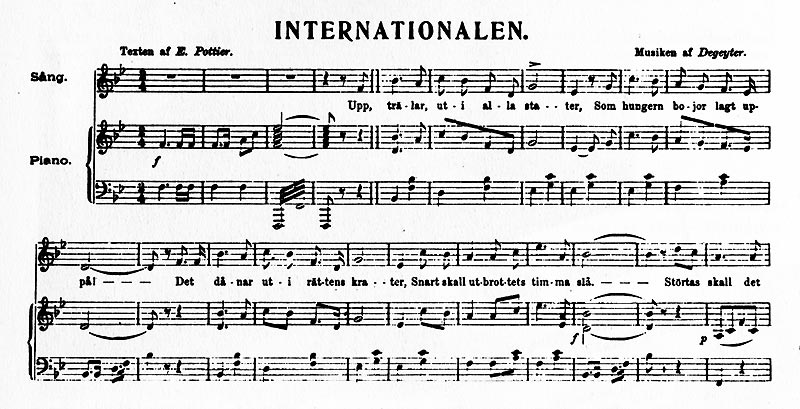
Faksimil av första publiceringen av Menanders svenska översättning i tidningen 1 maj 1902.

## Upphovsrätt
Den dikt som Pottier skrev är inte längre skyddad av upphovsrätten, eftersom upphovsmannen avled redan 1887. Även musiken är fri att använda.